# Philodromus nigrostriatipes
Philodromus nigrostriatipes là một loài nhện trong họ Philodromidae.
Loài này thuộc chi Philodromus. Philodromus nigrostriatipes được Friedrich Wilhelm Bösenberg & Embrik Strand miêu tả năm 1906.